# هانس یورگن گده
هانس یورگن گده (به آلمانی: Hans-Jürgen Gede) ‏ (زادهٔ ۱۴ نوامبر ۱۹۵۶ در گلزنکیرشن) بازیکن بازنشسته و مربی فوتبال اهل آلمان است که سابقه بازی در شالکه را دارد. او سرمربیگری تیم ملی امید ایران و تیم ملی ازبکستان را در کارنامه دارد. او از مربیان خارجی نام آشنا در فوتبال ایران است و به جز سرمربیگری کشاورز در سال ۱۳۷۲و پرسپولیس در سال ۱۳۷۴، در تیم‌های استقلال تهران و ذوب آهن دستیار بوده‌است.